# Yuriy Nykyforov
Pour les articles homonymes, voir Nikiforov.
Yuriy Valeriovytch Nykyforov (ukrainien : Юрій Валерійович Никифоров) ou Iouri Valeriévitch Nikiforov (en russe : Юрий Валерьевич Никифоров), né le 16 septembre 1970 à Odessa en Ukraine, est un footballeur russo-ukrainien. Il jouait au poste de libéro, de défenseur central ou de milieu de terrain défensif.
Joueur puissant, technique et particulièrement dangereux lorsqu'il montait à l'attaque, Nikiforov fut l'un des meilleurs défenseurs russes de sa génération. Comme Viktor Onopko et Alexander Mostovoï, il a évolué en Liga espagnole puis a rejoint le PSV Eindhoven en 1998. Peu chanceux avec l'équipe nationale de Russie, il a disputé 2 Coupes du monde en 1994 et 2002, sans réussir à sortir de la phase éliminatoire. Il est l'un des rares joueurs russes à avoir joué dans quatre sélections différentes: celle de l'URSS jusqu'en 1991, celle de la CEI en 1992, de l'Ukraine et celle de la Russie.

## Biographie

### Carrière internationale
- 6 sélections avec l'URSS en 1990 et 1991
- 4 sélections avec la CEI en 1992
- 3 sélections en équipe d'Ukraine
- 55 sélections et 6 buts en équipe de Russie entre et 1993 et 2002
- participation aux coupes du monde 1994 et 2002 avec la Russie
- participation au championnat d'Europe en 1996.

## Palmarès
Tchornomorets Odessa
- Vainqueur de la Coupe de la fédération soviétique en 1990.
- Vainqueur de la Coupe d'Ukraine en 1992.

 Spartak Moscou
- Champion de Russie en 1993, 1994 et 1996.
- Vainqueur de la Coupe de Russie en 1994.

 PSV Eindhoven
- Champion des Pays-Bas en 2000 et 2001.
- Vainqueur de la Supercoupe des Pays-Bas en 1998, 2000 et 2001.

 Urawa Red Diamonds
- Vainqueur de la Coupe de la Ligue en 2003.

 Union soviétique
- Champion du monde des moins de 16 ans en 1987.
- Champion d'Europe des moins de 19 ans en 1988.